# 혀밑샘

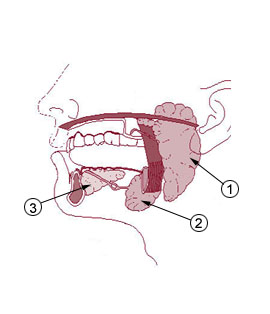
각 침샘의 위치 </br>
- 1)귀밑샘(Salivary glands) </br>
- 2) 턱밑샘(Submandibular gland) </br>
- 3) 혀아래샘(Sublingual gland)

혀밑 샘(sublingual gland) 또는 설하선(舌下腺)은 입안의 주요한 침을 분비하는 타액선이다. 본 침샘은 세 가지 침샘 중에서 가장 작고, 가장 잘 침을 구강에 확산하며, 인체의 다른 장기는 별도로 캡슐화된 인체기관이지만, 혀밑샘은 유일한 캡슐화되어 있지 않은 기관이다. 본 혀밑샘은 혀에 가장 가까운 분비하는 타액(침)선이다.

## 개요
비록 혀밑샘은 혀의 바로 아래 부분이 있지만, 그들은 총 타액(침)의 3~5%만을 제공한다. 타액선에는 두 가지 다른 유형이 인체에 있다. 그것은 바로 턱밑샘과 귀밑샘이다.
인체 구강에서 턱밑샘이 혀밑샘의 바로 뒷부분에 위치에 있다. 귀밑샘과 함께 주요한 침샘의 역할을 한다. 혀밑샘의 경우, 안면 및 혀옆쪽 아래 (설측) 동맥으로부터 혈액 공급을 받는다. 동맥은 혀아래 (설하) 및 구강의 하부 동맥에 의해 공급되고 일반적인 구강의 각 내부 기관 침샘이 상호 연결되어 있다.